# Parafia Wszystkich Świętych w Bieńkowicach
Parafia Wszystkich Świętych w Bieńkowicach – rzymskokatolicka parafia znajdująca się w Bieńkowicach. Parafia należy do dekanatu Tworków i diecezji opolskiej.

## Historia
Została wymieniona w spisie świętopietrza, sporządzonym przez archidiakona opolskiego Mikołaja Wolffa w 1447, pośród innych parafii archiprezbiteratu (dekanatu) w Raciborzu, pod nazwą Byenkowicz.
W granicach Polski i diecezji opolskiej od końca II wojny światowej.

## Galeria

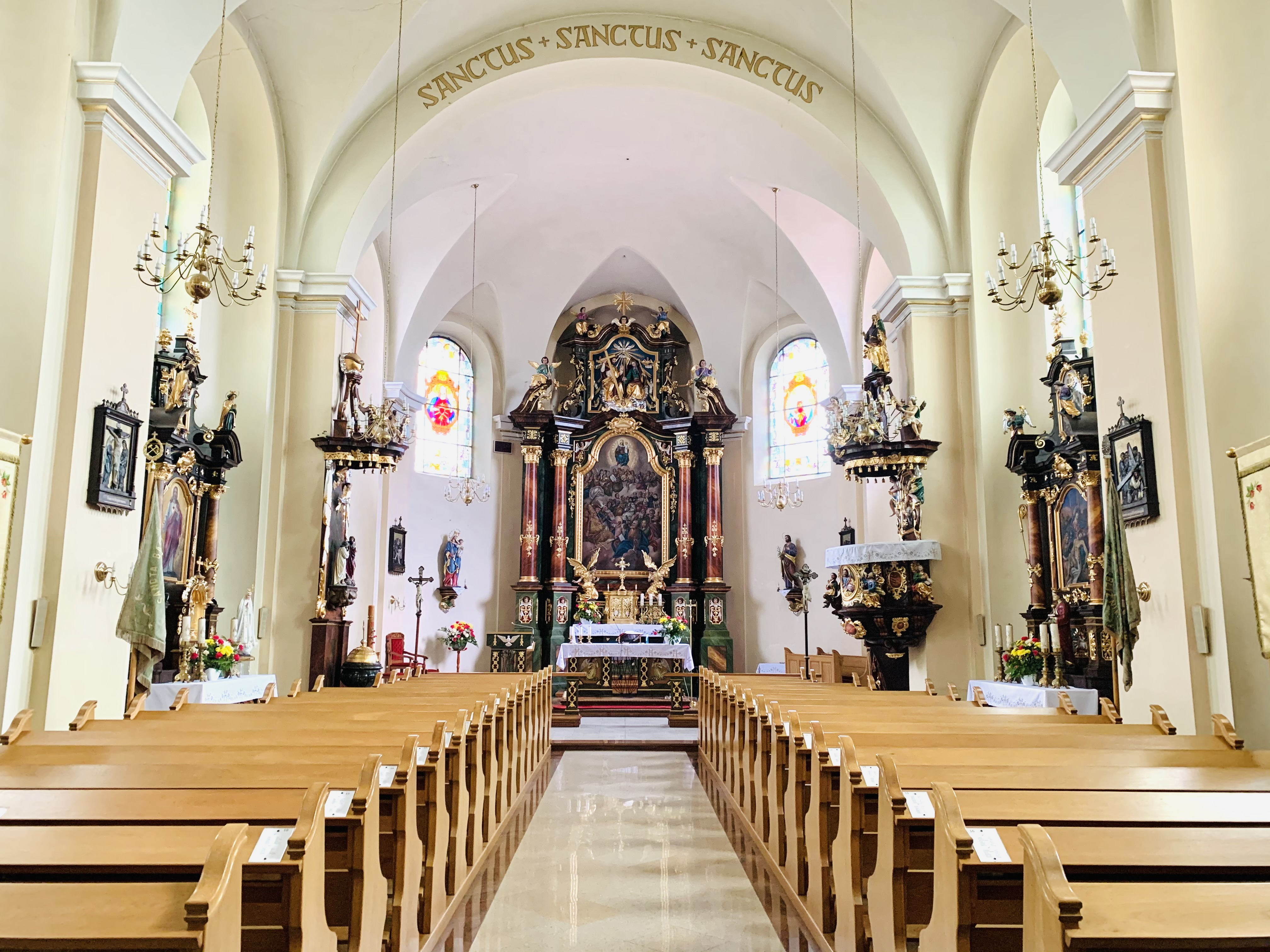
Nawa główna
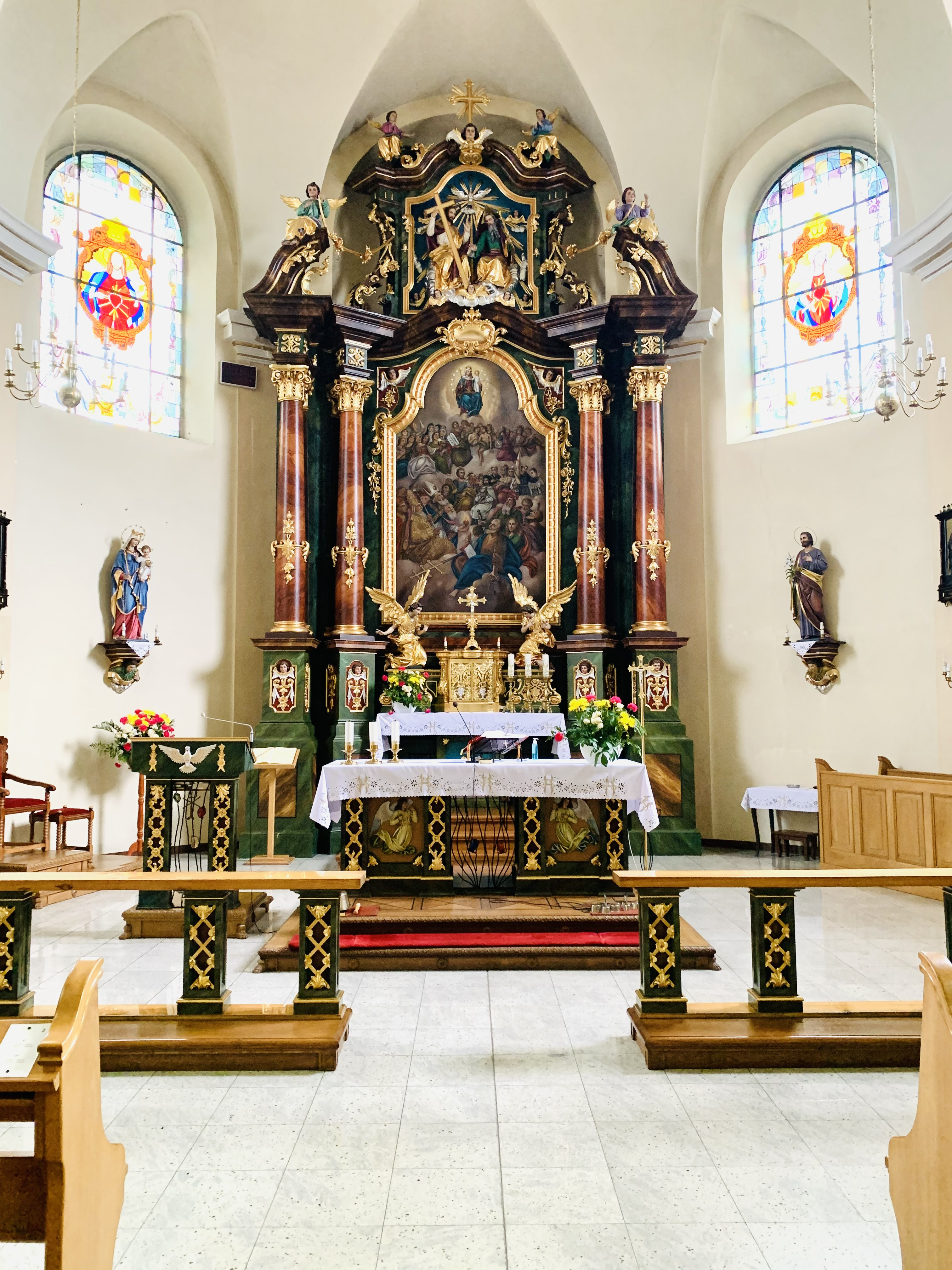
Prezbiterum
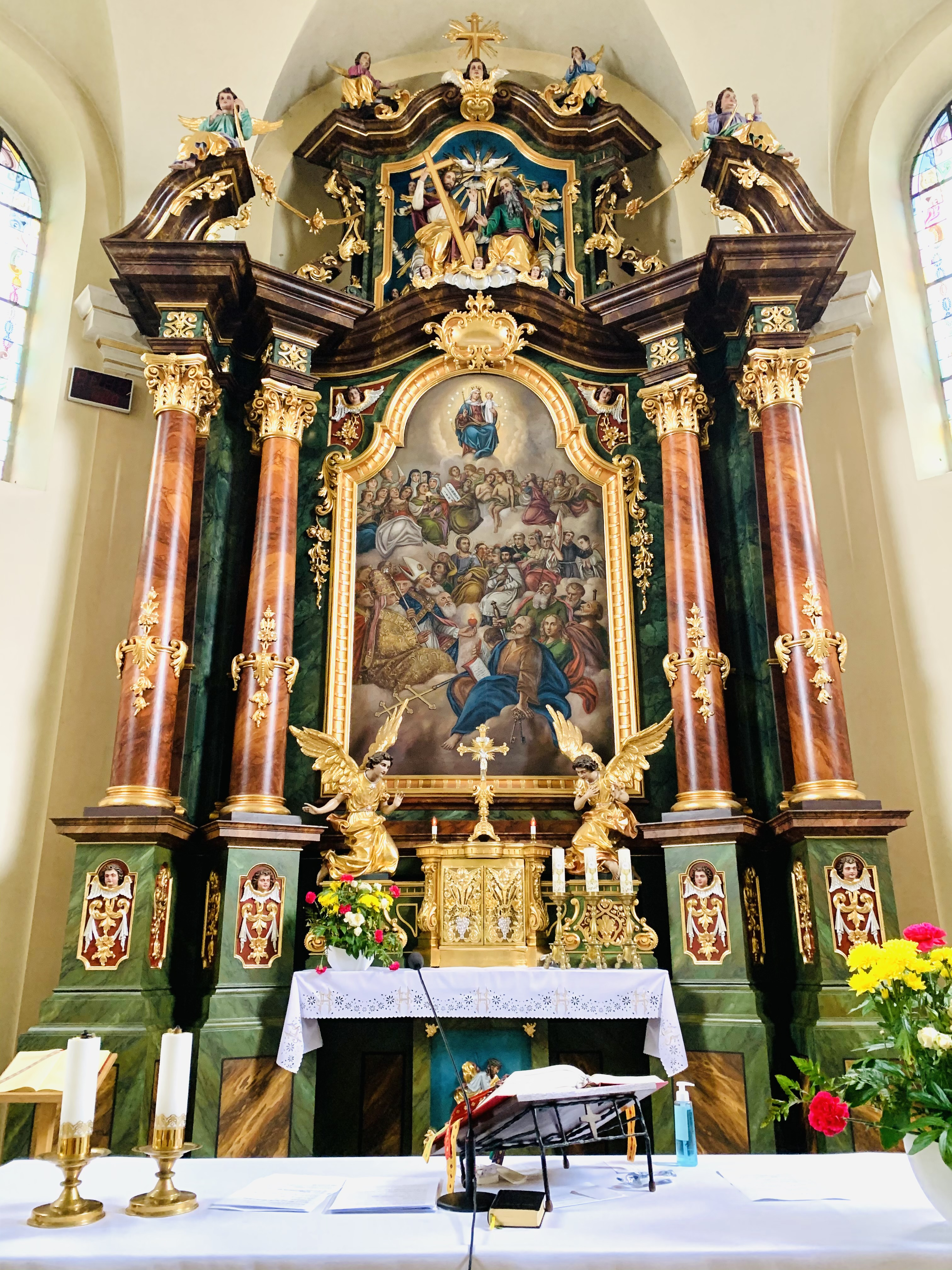
Ołtarz główny
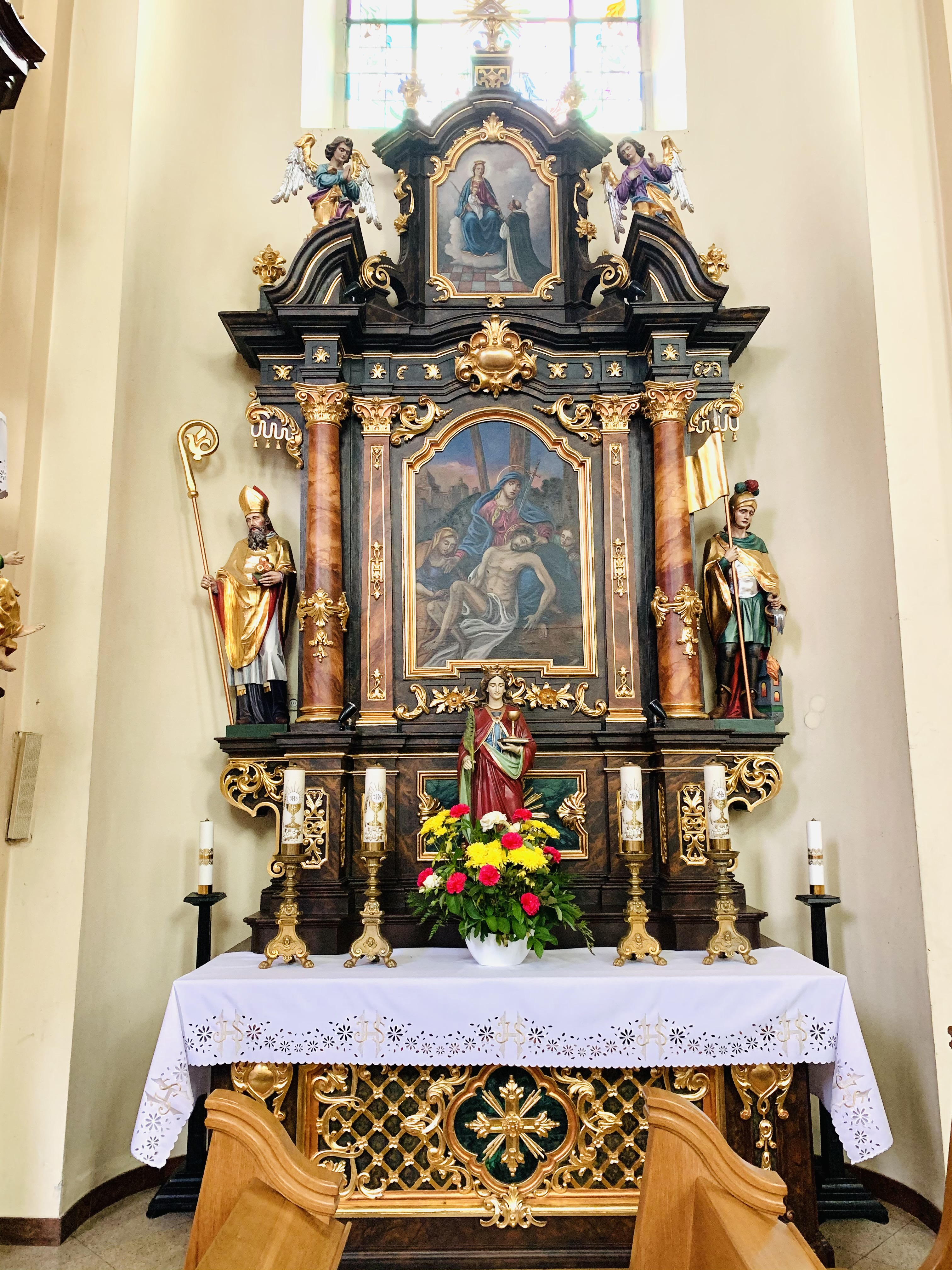
Jeden z ołtarzy bocznych
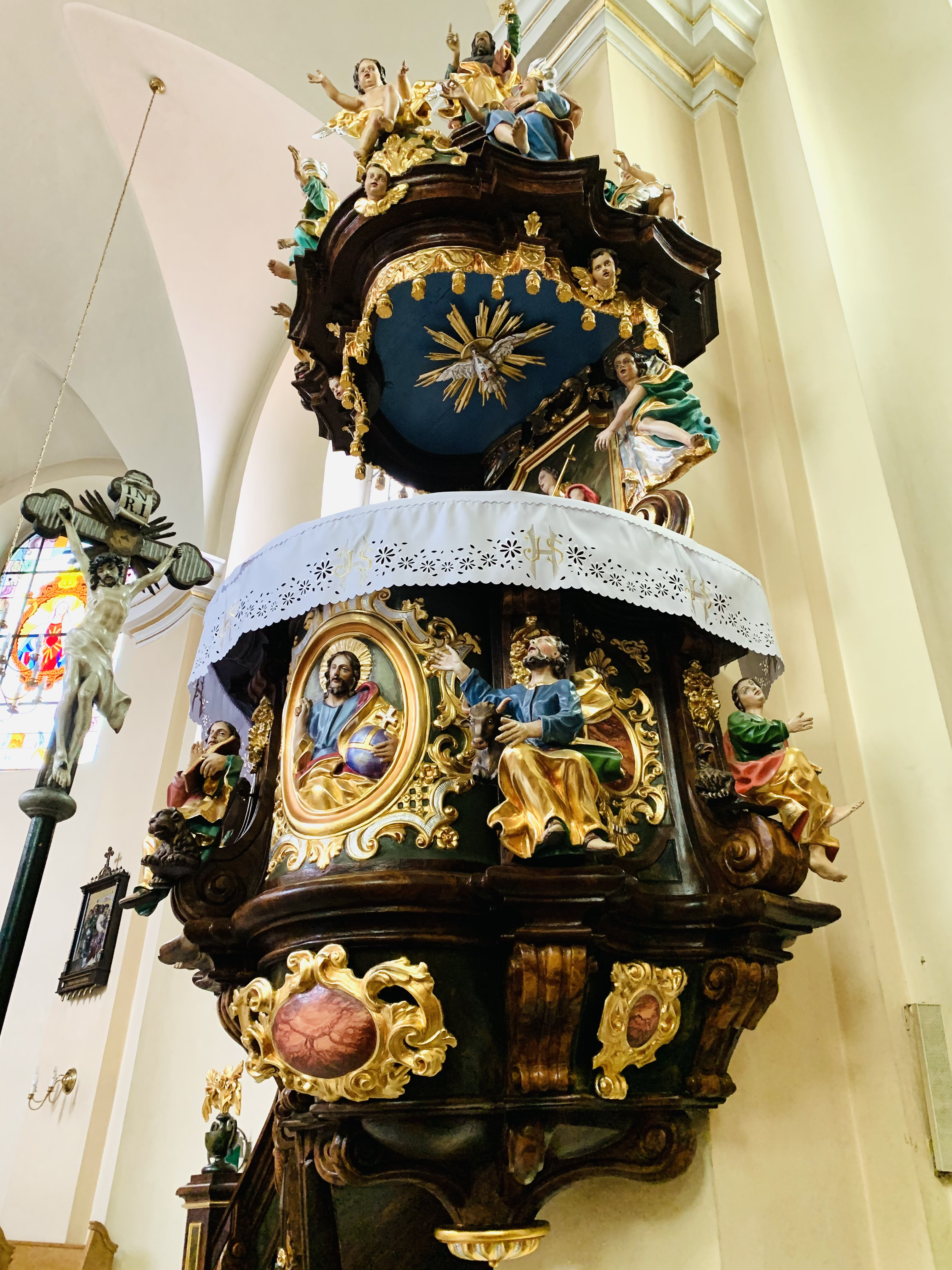
Ambona
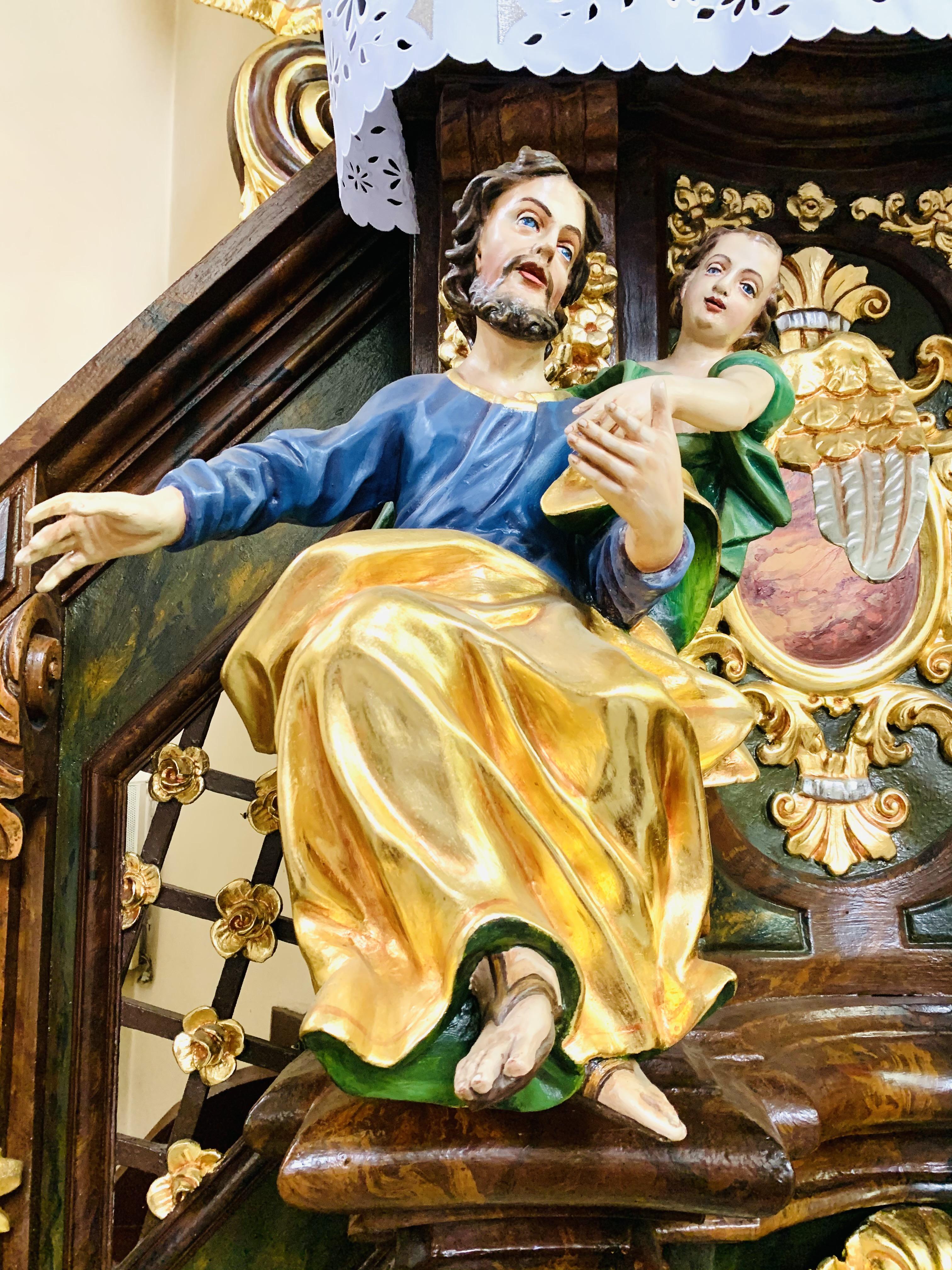
Postać św. Mateusza na ambonie
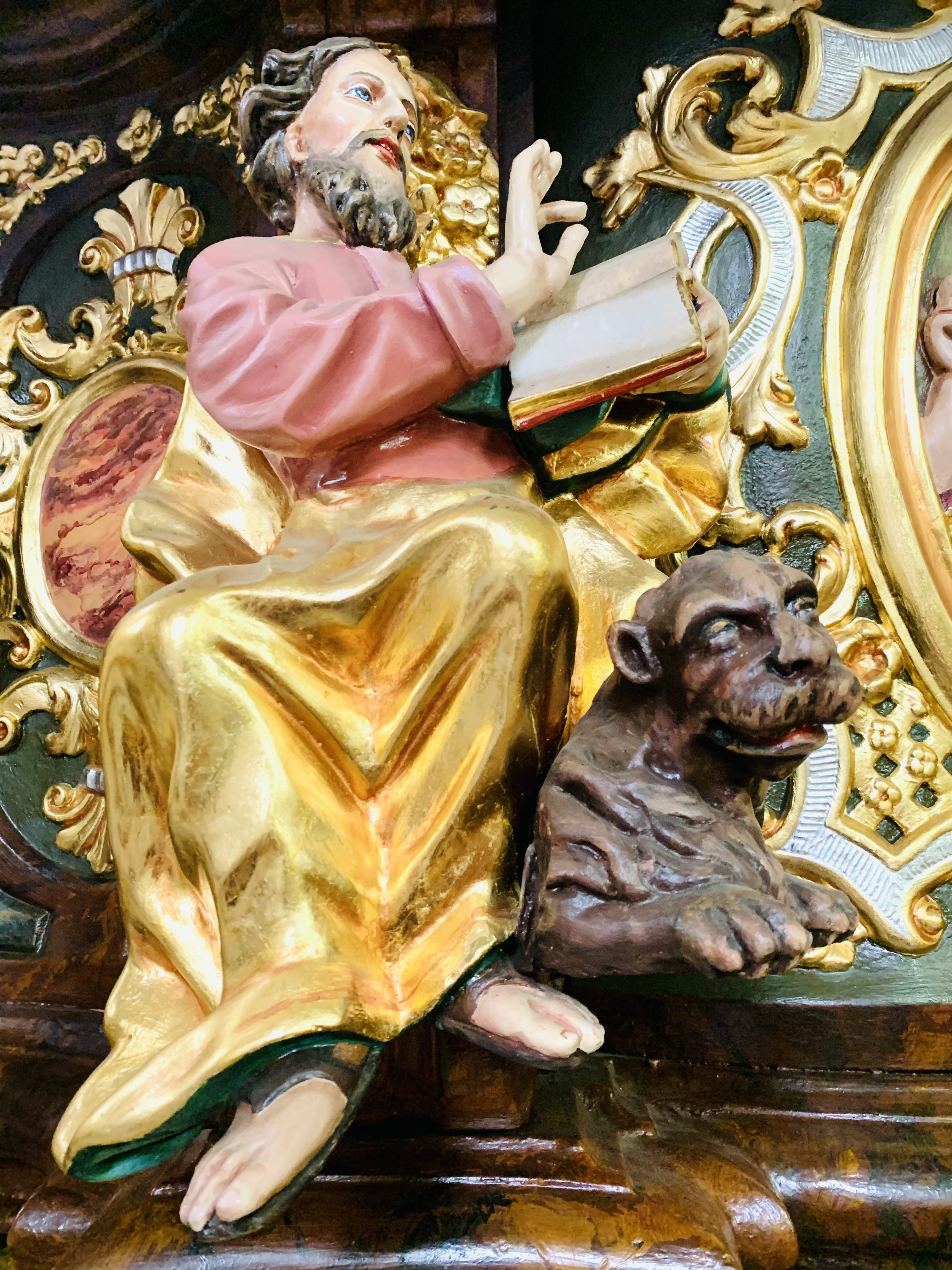
Postać św. Marka na ambonie
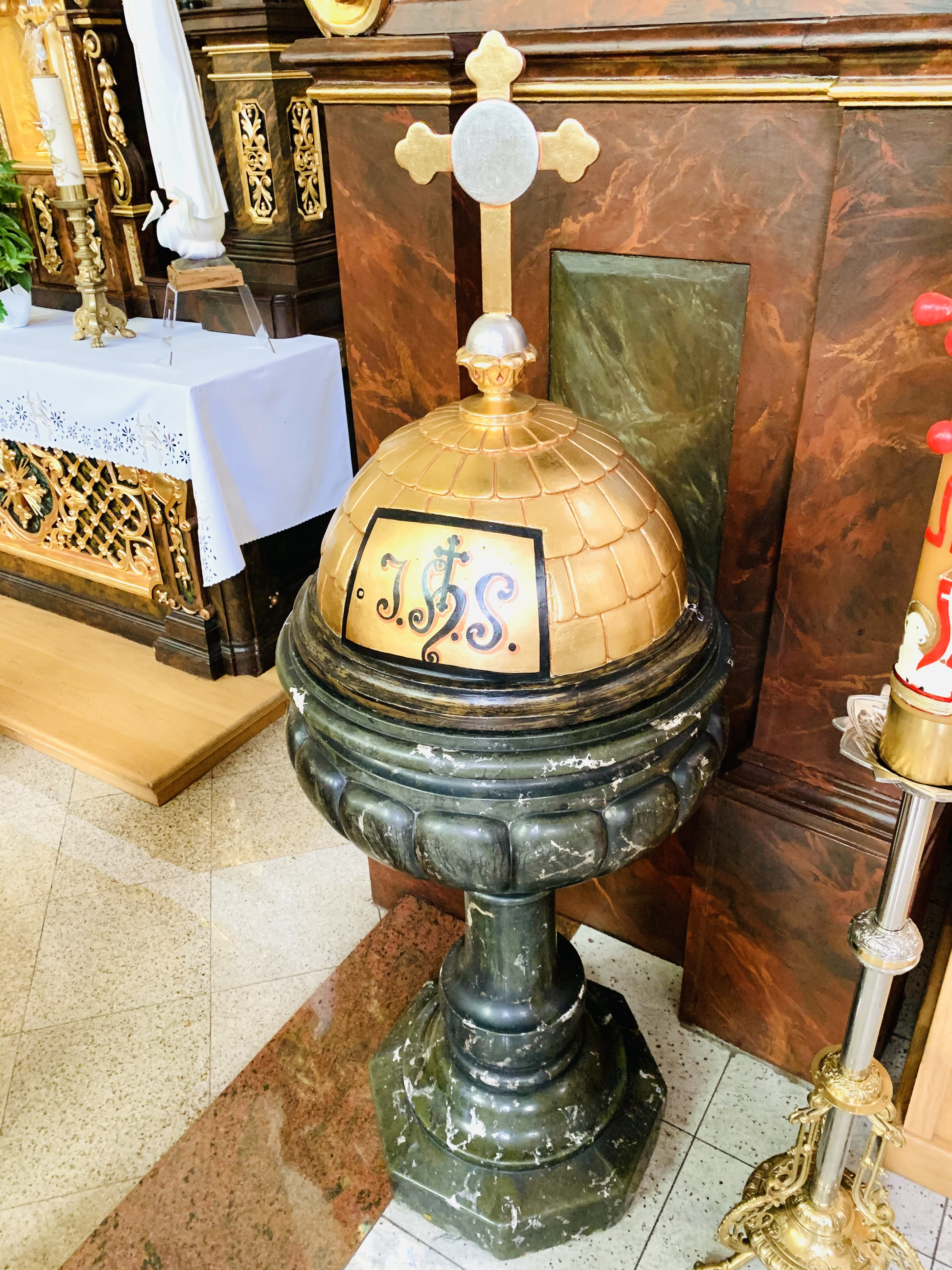
Chrzcielnica
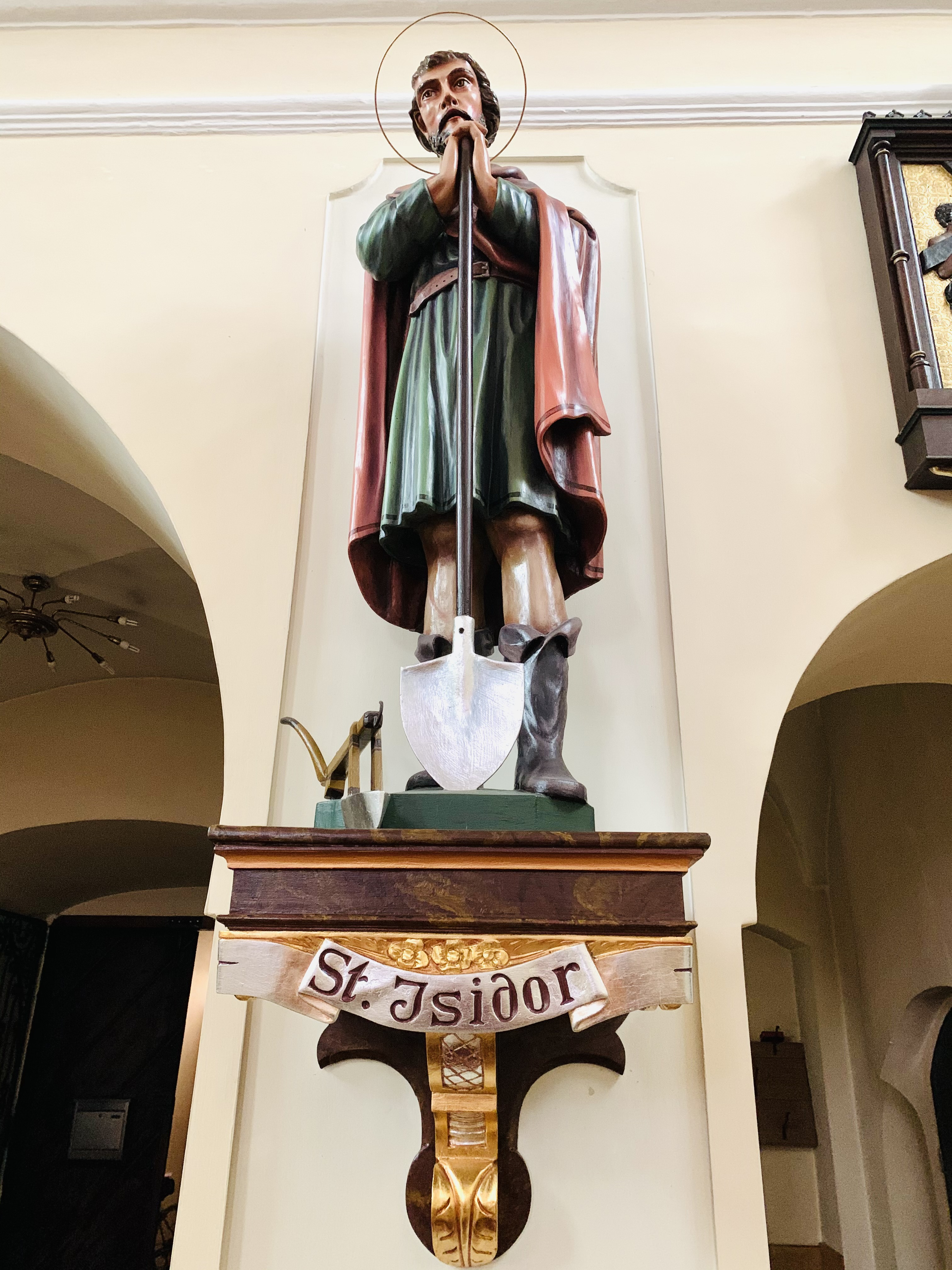
Rzeźba św. Izydora
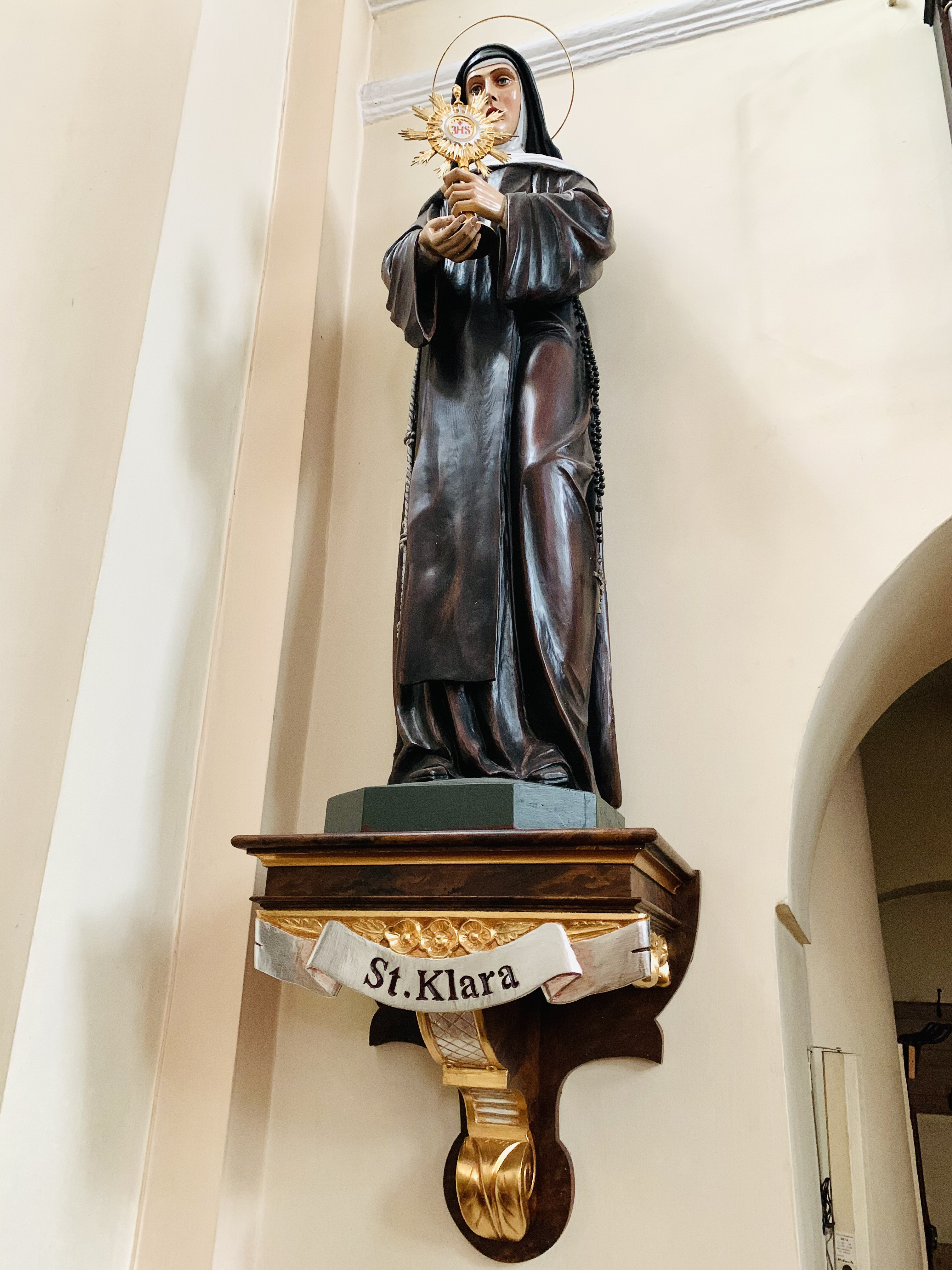
Rzeźba św. Klary
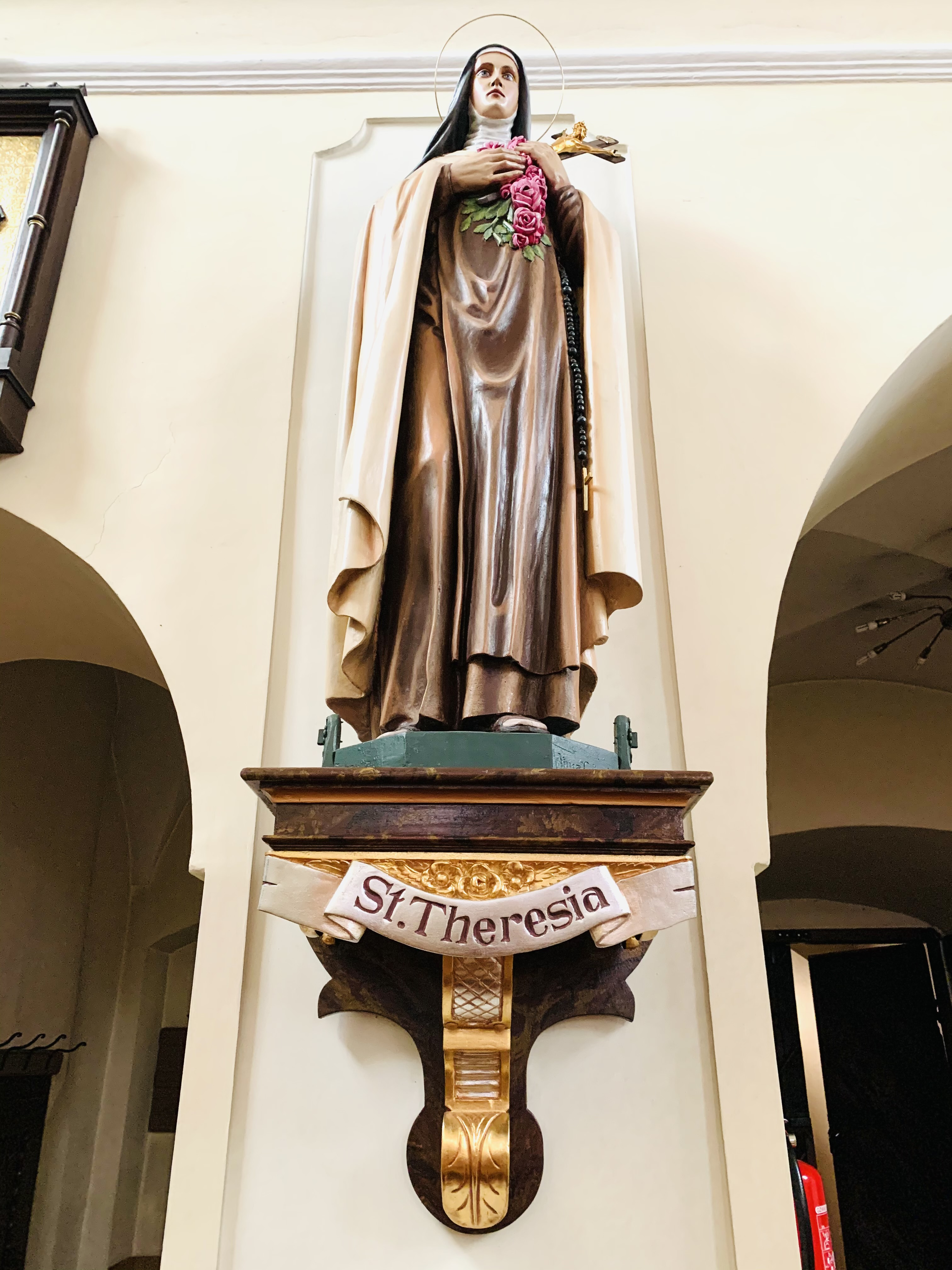
Rzeźba św. Teresy